# Jovanka e le altre
Jovanka e le altre (5 Branded Women) è un film del 1960 diretto da Martin Ritt.
Si tratta di un film di guerra di coproduzione italo-statunitense con protagoniste Silvana Mangano e Jeanne Moreau.

## Trama
Sospettate di collaborazionismo e di aver avuto una relazione con ufficiali tedeschi, cinque donne di un villaggio jugoslavo vengono giudicate dalla resistenza armata e sottoposte, in segno di disprezzo e simbolo di vergogna, a totale rapatura.
In effetti almeno quattro di loro hanno avuto, per varie ragioni, rapporti con un aitante sergente tedesco che, reo confesso, i resistenti vorrebbero sottoporre a castrazione. Mentre lo scortano fuori città, le donne, vinte dallo slancio patriottico, decidono di unirsi ad una banda partigiana impegnata nella resistenza in alta montagna.

## Produzione
Coprodotto da Dino De Laurentiis e da Paramount Pictures, il film è ambientato all'epoca della seconda guerra mondiale. Il soggetto è tratto dal romanzo Jovanka e le altre di Ugo Pirro. Mentre però nel romanzo l'esercito occupante era l'italiano, nella versione cinematografica, per non incorrere nella censura italiana, si modificò la trama.
Le riprese furono effettuate nella zona di Klagenfurt, in Carinzia. La colonna sonora con le musiche di Angelo Francesco Lavagnino eseguite dall'orchestra diretta da Franco Ferrara sono state incise su un album discografico della Cometa Edizioni Musicali.

### Cast
Del cast internazionale facevano parte anche Carla Gravina, Romolo Valli e l'attore e regista Pietro Germi nel ruolo di un comandante partigiano jugoslavo. Organizzato come un colossal, il film vedeva l'impiego, oltre agli interpreti principali, di un congruo numero di caratteristi e comprimari: Franca Dominici, Aldo Silvani, Tiberio Mitri, Amedeo Trilli, Giacomo Rossi Stuart, Aldo Pini, Carlo Hintermann, Carmen Scarpitta, Gianni Solaro, Cyrus Elias. Il ruolo della protagonista, assegnato a Silvana Mangano, fu proposto inizialmente anche a Gina Lollobrigida.

## Distribuzione
Il film - la cui prima italiana si ebbe il 15 marzo 1960 - venne distribuito in USA da Paramount Pictures. Per la scabrosità del tema trattato e per la scena del militare tedesco che, dopo aver avuto rapporti con le donne locali, viene sottoposto ad evirazione dai partigiani, il film subì in alcuni stati delle limitazioni di censura con il divieto di visione per i minori di 15 o 16 anni.